# Велика Лесна
Велика Лесна або Велька Лесна (словац. Veľká Lesná) — село в Словаччині, Старолюбовняському окрузі Пряшівського краю. Розташоване на півночі східної Словаччини в Спиській магурі в долині Леснянського потока.
Вперше згадується у 1338 році.
В селі є римо-католицький костел св. Іоана Хрестителя з початку 14 ст.

## Населення
| Рік:            | 1994. | 2004.    | 2014.   | 2024.   |
| --------------- | ----- | -------- | ------- | ------- |
| Кількість осіб: | 414   | 494      | 478     | 498     |
| Різниця:        |       | +19,32 % | -3,23 % | +4,18 % |

| Рік:            | 2023. | 2024.   |
| --------------- | ----- | ------- |
| Кількість осіб: | 493   | 498     |
| Різниця:        |       | +1,01 % |

В селі проживає 484 особи.
Національний склад населення (за даними останнього перепису населення — 2001 року):
- словаки — 99,15 %
- чехи — 0,64 %

Склад населення за приналежністю до релігії станом на 2001 рік:
- римо-католики — 98,73 %,
- греко-католики — 0,85 %,
- не вважають себе віруючими або не належать до жодної вищезгаданої церкви- 0,42 %